# Sally Salminen
Sally Alina Ingeborg Salminen, coniugata Dührkop (Vårdö, 25 aprile 1906 – Copenaghen, 18 luglio 1976) è stata una scrittrice finlandese.

## Biografia
Nacque nel 1906 a Vårdö, nelle Isole Åland, in una famiglia numerosa: era infatti l'ottava di dodici fratelli. Nonostante le origini modeste, Salminen cominciò a nutrire ambizioni letterarie sin da giovane, quando lavorava come fruttivendola nel comune natale; anche la sorella Aili Nordgren e i fratelli Runar e Uno Salminen sarebbero diventati scrittori.
Durante l'adolescenza si trasferì a Stoccolma per lavorare come cameriera e, nel 1930, si trasferì a New York con la sorella Aili. Fu proprio a New York che cominciò a scrivere durante il tempo libero, iniziando quindi la stesura del romanzo Katrina, pubblicato nel 1936 dopo aver vinto un concorso indetto dall'editore Holger Schildts Förlag. Il romanzo sarebbe diventato un best seller e sarebbe stato tradotto in una ventina di lingue. Nei ventisette anni seguenti avrebbe pubblicato un'altra decina di libri; tre di essi  (Mariana, Principe Efflam e Sabbie mobili) sono stati pubblicati anche in Italia nella collana I grandi narratori d'ogni paese edita da Mondadori. È stata candidata al Premio Nobel per la letteratura tre volte tra il 1937 e il 1939.
Nel 1940 sposò il pittore Johannes Dürhkop, con cui si trasferì in Danimarca, dove visse fino alla morte nel 1976 all'età di settant'anni.

## Opere tradotte in italiano
- Katrina, traduzione di Alessandra Scalero, Milano, Mondadori, 1939.
- Mariana, traduzione di Carlo Piazza, Milano, Mondadori, 1941.
- Sabbie mobili, traduzione di Piero Monaci, Milano, Mondadori, 1942.
- Principe Efflam, traduzione di Italo Grilli, Milano, Mondadori, 1955.